# Naissance en 1909
Naissance
- 1905
- 1906
- 1907
- 1908
- 1909
- 1910
- 1911
- 1912
- 1913

Cette page dresse une liste de personnalités nées au cours de l'année 1909.

La liste des naissances est présentée dans l'ordre chronologique.

La liste des personnes référencées dans Wikipédia est disponible dans la page de la Catégorie:Naissance en 1909.

## Janvier
- 1er janvier :
  - Dana Andrews, acteur américain († 17 décembre 1992).
  - Stepan Bandera, nationaliste ukrainien († 15 octobre 1959).
  - Geneviève Gavrel, peintre française († 25 janvier 1999).
  - Barry Goldwater, homme politique américain († 29 mai 1998).
- 2 janvier : Tawhida Ben Cheikh, médecin tunisienne († 6 décembre 2010).
- 4 janvier :
  - Ali Douagi, nouvelliste, parolier et journaliste tunisien († 27 mai 1949).
  - Roberto Montenegro, peintre et graveur mexicain († 1er décembre 2002).
- 12 janvier : Maria Primatchenko, peintre russe, soviétique puis ukrainienne († 18 août 1997).
- 13 janvier : Marinus van der Lubbe, incendiaire présumé du palais du Reichstag († 10 janvier 1934).
- 15 janvier :
  - Gene Krupa, batteur et chef d'orchestre de jazz américain († 16 octobre 1973).
  - Elie Siegmeister, compositeur, professeur de musique et chef d'orchestre américain († 10 mars 1991).
- 16 janvier : Jacques Dupont, scénographe, décorateur de théâtre, peintre et illustrateur français († 21 avril 1978).
- 19 janvier : André Bardet, peintre français († 2006).
- 21 janvier : Carlos Luis Fallas, écrivain et militant politique costa-ricain († 7 mai 1966).
- 22 janvier : 
  - Ann Sothern, actrice et chanteuse américaine († 15 mars 2001).
  - U Thant, homme politique birman († 25 novembre 1974).
- 23 janvier : Édith Thomas, écrivaine, historienne, archiviste et journaliste française († 7 décembre 1970).
- 24 janvier : André Barsacq, metteur en scène français († 3 février 1973).
- 26 janvier : René Étiemble, écrivain français († 7 janvier 2002).
- 28 janvier : Jean Terfve, homme politique belge († 17 avril 1978).
- 29 janvier :
  - Pierre Bosco, peintre français d'origine italienne († 3 mars 1993).
  - François Herr, peintre et architecte français († 19 décembre 1995).
  - George Thomas, homme d'État britannique († 23 septembre 1997).
- 31 janvier : Walter Coy, acteur américain († 11 décembre 1974).

## Février
- 1er février : Huy Kanthoul, premier ministre cambodgien († 13 septembre 1991).
- 2 février : Frank Albertson, acteur américain († 29 février 1964).
- 3 février : Simone Weil, philosophe française († 24 août 1943).
- 4 février :
  - Robert Coote, acteur anglais († 26 novembre 1982).
  - René Gruau, illustrateur, affichiste et peintre franco-italien († 31 mars 2004).
- 7 février : Anna Świrszczyńska, poétesse polonaise († 30 septembre 1984).
- 8 février : Kató Lomb, traductrice hongroise († 9 juin 2003).
- 9 février : Carmen Miranda, actrice et chanteuse brésilienne († 5 août 1955).
- 10 février : Henri Alekan, directeur de la photographie français († 15 juin 2001).
- 11 février :
  - Saturnino de la Fuente García, supercentenaire espagnol († 18 janvier 2022).
  - Joseph L. Mankiewicz, réalisateur et producteur américain († 5 février 1993).
  - Nanic Osterlind, aquarelliste français († 27 juin 1943).
  - Gustave Singier, peintre, graveur et lithographe non figuratif français d'origine belge († 5 mai 1984).
  - Oskar Thierbach, coureur cycliste allemand († 6 novembre 1991).
- 12 février : Zoran Mušič, peintre et graveur slovène († 25 mai 2005).
- 13 février : Mario Casariego y Acevedo, cardinal espagnol, archevêque de Guatemala († 15 juin 1983).
- 14 février : Accamma Cherian, indépendantiste et femme politique indienne († 5 mai 1982).
- 16 février :
  - Hugh Beaumont, acteur, réalisateur et scénariste américain († 14 mai 1982).
  - Roger Gounot, peintre, graveur et conservateur de musée français († 26 janvier 1979).
- 17 février : Jef Scherens, coureur cycliste belge († 9 août 1986).
- 21 février :
  - Hans Erni, peintre, graphiste, graveur et illustrateur suisse († 21 mars 2015).
  - Auguste Jordan, footballeur autrichien naturalisé français († 17 mai 1990).
  - Jean Martine, syndicaliste et homme politique de la Côte française des Somalis († 13 janvier 1972).
- 22 février : Juan Ramón, footballeur espagnol († 7 avril 1968).
- 24 février : August Derleth, écrivain, anthologiste et éditeur américain († 4 juillet 1971).
- 26 février :
  - Emilia Malessa, soldate polonaise († 5 juin 1949).
  - Michel Tapié, critique d'art, musicien, peintre, sculpteur, organisateur d'expositions et théoricien de l'art français († 30 juillet 1987).
- 28 février :
- Olan Soule, acteur américain († 1er février 1994).
- Pierre Philippe, pianiste français, compagnon des Frères Jacques († juin 1995).

## Mars
- 1er mars : Lois Moran, actrice britannique († 13 juillet 1990).
- 2 mars : Maurice-Raymond de Brossard, officier de marine, historien et peintre français († 5 octobre 1997).
- 5 mars : Leo Nielsen, coureur cycliste danois († 15 juin 1968).
- 7 mars :
  - Léo Malet, écrivain français († 3 mars 1996).
  - Henri Romanetti, compagnon de la Libération († 5 août 1944).
- 8 mars : Cyril Chamberlain, acteur britannique († 5 décembre 1974).
- 9 mars : Pierre Gachon, coureur cycliste canadien († 19 mai 2004).
- 10 mars : Federico Ezquerra, coureur cycliste espagnol († 30 janvier 1986).
- 12 mars : Fernande Bracquart, supercentenaire française († 28 mars 2019).
- 14 mars :
  - Pierre Cloarec, coureur cycliste français († 7 décembre 1994).
  - Léon Le Calvez, coureur cycliste français († 7 juillet 1995).
- 15 mars : Jaroslava Muchová, peintre austro-hongroise puis tchécoslovaque († 9 novembre 1986).
- 16 mars : Joseph Duhautoy-Schuffenecker, aumônier militaire, compagnon de la Libération († 9 mai 1995).
- 17 mars : Yvan Kyrla, poète et acteur soviétique († 3 juillet 1943).
- 21 mars : Émile Ignat, coureur cycliste français († 28 juin 1981).
- 22 mars : Gabrielle Roy, écrivaine canadienne († 13 juillet 1983).
- 24 mars :
  - Clyde Barrow, gangster américain († 23 mai 1934).
  - Tommy Trinder, comédien et comique britannique († 10 juillet 1989).
- 26 mars : Héctor José Cámpora, homme politique argentin († 18 décembre 1980).
- 27 mars :
  - Raymond Oliver, cuisinier et écrivain († 5 novembre 1990).
  - Ben Webster, saxophoniste de jazz américain († 20 septembre 1973).
- 28 mars : Gabriel-Sébastien Simonet, céramiste, peintre, sculpteur et photographe français († 2 juillet 1990).
- 30 mars : Ernst Gombrich, historien autrichien († 3 novembre 2001).

## Avril
- 1er avril : Abner Biberman, acteur, réalisateur et scénariste américain († 20 juin 1977).
- 4 avril :
  - Henri Martinet, compositeur et chef d'orchestre français († 26 novembre 1985).
  - Frank C. Mockler, homme politique américain († 16 novembre 1993).
- 5 avril : Albert R. Broccoli, producteur américain († 27 juin 1996).
- 8 avril : Matthieu André, footballeur autrichien naturalisé français († 28 août 1979).
- 11 avril : Werner Braune, membre allemand de la police nazie et de l'organisation militaire de la Schutzstaffel († 7 juin 1951).
- 12 avril : Arturo Rial, militaire argentin († 1981).
- 17 avril :
  - Russel Bowles, tromboniste de jazz américain († 15 juillet 1991).
  - Jules Théobald, supercentenaire français et doyen de France († 5 octobre 2021).
- 22 avril :
  - Ralph Byrd, acteur américain († 18 août 1952).
  - André Girard, résistant français († 4 juin 1993).
- 25 avril : Jaroslav Doubrava, compositeur, peintre et pédagogue tchèque († 2 octobre 1960).
- 26 avril : Luigi Marchisio, coureur cycliste italien († 3 juillet 1992).
- 29 avril : Daniel Mayer, personnalité politique française († 29 décembre 1996).
- 30 avril :
  - Juliana des Pays-Bas, reine des Pays-Bas († 20 mars 2004).
  - Ayodhya Prasad, syndicaliste et homme politique fidjien († 28 février 1972).

## Mai
- 4 mai :

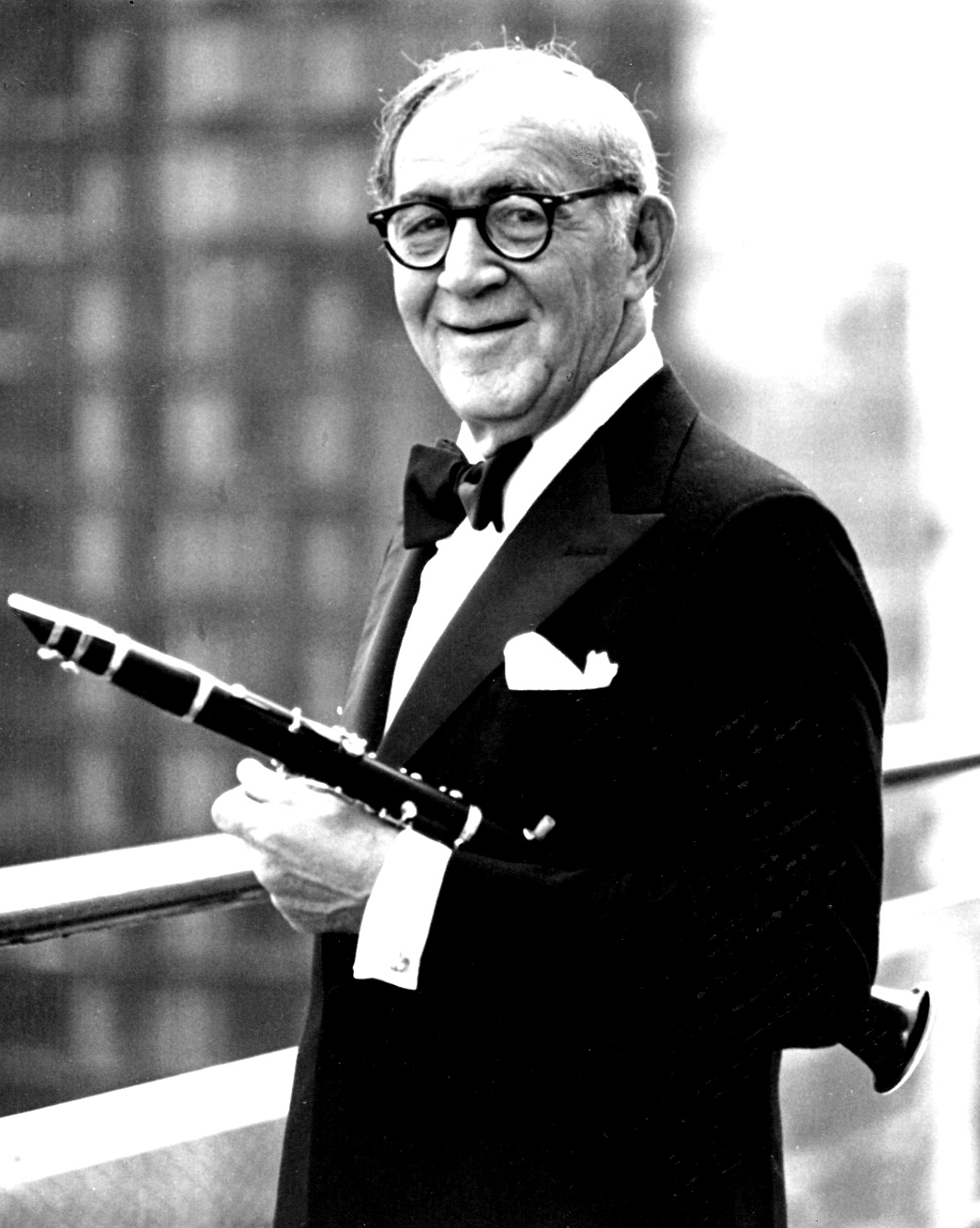
Le jazzman Benny Goodman.

  - Howard Da Silva, acteur américain († 16 février 1986).
  - André Hambourg, peintre, illustrateur, lithographe et résistant français († 4 décembre 1999).
- 6 mai : Alfredo Bovet, coureur cycliste suisse et italien († 15 janvier 1993).
- 7 mai : Antonio Escuriet, coureur cycliste espagnol († 18 février 1998).
- 8 mai : Jnan Prakash Ghosh, musicien, compositeur, pédagogue et musicologue indien († 18 février 1997).
- 9 mai :
  - Pierre-André De Wisches, peintre français († 26 novembre 1997).
  - Lew Christensen, danseur, chorégraphe et maître de ballet américain († 9 octobre 1984).
- 13 mai : Ken Darby, compositeur et acteur américain († 24 janvier 1992).
- 14 mai : Ramón Campabadal, footballeur et pelotari espagnol († 31 octobre 1993).
- 15 mai :
  - Tom D'Andrea, acteur américain († 14 mai 1998).
  - James Mason, acteur britannique († 27 juillet 1984).
- 17 mai :
  - Giulio Carlo Argan, critique d'art et homme politique italien († 12 novembre 1992).
  - Marie Christophe Robert Borocco, diplomate et résistant français († 7 février 1971).
  - Jeannine Guillou, peintre française († 27 février 1946).
- 19 mai : Nicholas Winton, courtier en valeurs mobilières britannique († 1er juillet 2015).
- 21 mai :
  - Guy de Rothschild, banquier français († 12 juin 2007).
  - Víctor Unamuno, footballeur espagnol († 20 mai 1988).
  - Francesc Bussot, footballeur espagnol († 3 juillet 1999).
- 22 mai : Fernand Mithouard, coureur cycliste français († 10 décembre 1993).
- 26 mai :
  - Papa Charlie McCoy, guitariste de blues américain († 26 juillet 1950).
  - Gaspard Rinaldi, coureur cycliste français († 24 novembre 1978).
- 27 mai :
  - Gianluigi Barni, médiéviste italien († 26 novembre 1981).
  - André Blondel, peintre juif polono-français († 14 juin 1949).
  - Juan Vicente Pérez Mora, doyen vénézuélien masculin de l'humanité († 2 avril 2024).
  - Sonam Narboo, homme politique ladakhi († 2 février 1980).
- 29 mai : Mario Cipriani, coureur cycliste italien († 10 juin 1944).
- 30 mai :
  - Anne Français, peintre, aquarelliste, pastelliste et lithographe française († 30 mai 1995).
  - Benny Goodman, musicien de jazz américain († 13 juin 1986).
  - Gordon Gray, homme politique américain († 26 novembre 1982).

## Juin
- 2 juin : Théo Kerg, peintre, sculpteur, graveur et verrier d'art luxembourgeois († 4 mars 1993).
- 5 juin : Pierre Malvy, haut fonctionnaire et homme politique français († 10 janvier 1999).
- 7 juin :
  - Stéphano Bistolfi, footballeur italien naturalisé français († 4 janvier 2000).
  - Jessica Tandy, actrice britannique naturalisée américaine († 11 septembre 1994).
- 14 juin : Francisco Rojas Villegas, médecin et homme politique chilien († 18 décembre 1993).
- 15 juin :
  - Maurice Brasseur, homme politique belge († 3 avril 1996).
  - Joe De Santis, acteur et sculpteur américain († 30 août 1989).
- 19 juin : 
  - Osamu Dazai, écrivain japonais († 13 juin 1948).
  - Midori Naka, actrice japonaise († 24 août 1945).
- 20 juin : Errol Flynn, acteur australien († 14 octobre 1959).
- 21 juin : Remo Bertoni, coureur cycliste italien († 18 septembre 1973).
- 22 juin : Joe Loss, musicien britannique († 6 juin 1990).
- 23 juin : Jean-Paul Brusset, artiste peintre, peintre décorateur et illustrateur français († 13 août 1985).
- 24 juin : Katherine Dunham, danseuse et chorégraphe afro-américaine († 21 mai 2006).
- 26 juin : Jean Bertholle, peintre et graveur français († 6 décembre 1996).
- 27 juin :
  - Léon Boesinger, footballeur français († 16 avril 1975).
  - Billy Curtis, acteur américain († 9 novembre 1988).
- 28 juin :
  - Walter Audisio, homme politique et résistant italien († 11 octobre 1973).
  - Iréna Martial, supercentenaire française († 29 juin 2022).
- 30 juin : Paul Constantinescu, compositeur roumain d'origine juive († 20 décembre 1963).

## Juillet
- 1er juillet : Daniel Ouezzin Coulibaly, homme politique voltaïque († 7 septembre 1958).
- 5 juillet : Andreï Andreïevitch Gromyko, homme d'État soviétique († 2 juillet 1989).
- 10 juillet :
  - Casey Bill Weldon, chanteur et guitariste de blues américain († années 60).
  - T. Newell Wood, homme politique américain († 18 octobre 1982).
- 11 juillet : Jacques Clemens, prêtre catholique néerlandais, chanoine régulier du Latran († 7 mars 2018).
- 12 juillet :
  - Joe DeRita, acteur américain († 3 juillet 1993).
  - Marcel Meys, supercentenaire français et doyen de France († 15 décembre 2021).
- 13 juillet : Souphanouvong, président du Laos († 9 janvier 1995).
- 14 juillet : Walter Gross, compositeur, pianiste, arrangeur et chef d'orchestre américain († 27 novembre 1967).
- 16 juillet :
  - Paavo Prokkonen, homme politique carélien soviétique († 18 juillet 1979).
  - Manuela del Rio, danseuse espagnole († 3 novembre 1979).
- 17 juillet :
  - Ignace Strasfogel, compositeur et chef d'orchestre polonais († 6 février 1994).
  - Aloys Theytaz, écrivain, journaliste et homme politique suisse († 3 novembre 1968).
- 18 juillet : Harriet Nelson, comédienne américaine († 2 octobre 1994).
- 19 juillet :
  - Balamani Amma, poétesse indienne († 29 septembre 2004).
  - Lucien Lautrec, peintre français († 26 novembre 1991).
- 22 juillet : Bernard Schulé, musicien et compositeur suisse († 1er novembre 1996).
- 24 juillet :
  - Jerzy Różycki, mathématicien et cryptologue polonais († 9 janvier 1942).
  - Victor Vic-Daumas,  peintre et médailleur français († 25 novembre 2002).
- 25 juillet :
  - Apollinari Doudko, directeur de la photographie et réalisateur soviétique († 2 janvier 1971).
  - Santiago Urtizberea, footballeur espagnol († 18 janvier 1985).
- 26 juillet : Vivian Vance, actrice américaine († 17 août 1979).
- 28 juillet :
  - Renato Chabod, avocat, homme politique, écrivain, peintre et alpiniste italien († 1990).
  - Malcolm Lowry, écrivain britannique († 27 juin 1957).
- 29 juillet : André Chauvel, footballeur français († 24 janvier 1973).

## Août
- 1er août : Maurice Buffet, peintre français († juin 2000).
- 2 août :
  - Alphonse Decorte, footballeur belge († 31 mai 1977).
  - Jules Ruhfel, résistant français († 26 mars 1944).
  - Gaston Talairach, footballeur français († 22 avril 1993).
- 3 août :
  - Denis Carey, acteur britannique († 28 septembre 1986).
  - Franck Sylvain, homme politique haïtien († 3 janvier 1987).
- 4 août :
  - Franco Gentilini, peintre italien († 5 avril 1981).
  - Saunders MacLane, mathématicien américain († 14 avril 2005).
- 5 août :
  - Giovanni Cazzulani, coureur cycliste italien († 22 octobre 1983).
  - Jan Vaerten, peintre belge († 23 décembre 1980).
- 8 août : Louis Chardigny, journaliste et historien français († 8 août 1990).
- 10 août : Leo Fender, industriel américain, fabricant de guitares électriques († 21 mars 1991).
- 11 août : Wu Han, historien chinois († 11 octobre 1969).
- 13 août : John Beal, acteur américain († 26 avril 1997)
- 15 août :
  - Antonio Corpora, peintre expressionniste et abstrait italien († 6 septembre 2004).
  - Carlos Figueredo, compositeur et diplomate vénézuélien († novembre 1986).
- 16 août : Albert Lauzero, peintre et graveur français († 20 juillet 2006).
- 17 août : Raoul Motoret, écrivain français († 17 mars 1978).
- 19 août : Jerzy Andrzejewski, écrivain polonais († 19 avril 1983).
- 20 août : André Morell, acteur britannique († 28 novembre 1978).
- 22 août : Sylvère Maes, coureur cycliste belge († 5 décembre 1966).
- 25 août :
  - Alberto Ghilardi, coureur cycliste italien († 30 juin 1971).
  - Michael Rennie, acteur britannique († 10 juin 1971).
- 26 août : Jim Davis, acteur américain († 26 avril 1981).
- 27 août : Lester Young, saxophoniste de jazz américain († 15 mars 1959).
- 28 août : John Glyn-Jones, acteur, réalisateur et producteur britannique († 21 janvier 1997).
- 30 août : Audrey Ferris, actrice américaine († 3 mai 1990).
- 31 août : Carmen de Tommaso, couturière française, fondatrice de la Maison Carven († 8 juin 2015).

## Septembre
- 1er septembre : Missak Manouchian, poète arménien, membre de la Résistance française († 21 février 1944).
- 2 septembre :
  - Eugène Le Goff, coureur cycliste français († 17 mars 1998).
  - Beremundo González Rodríguez, écrivain et homme politique espagnol († 1986).
- 4 septembre : Johannes Willebrands, cardinal néerlandais, archevêque d'Utrecht († 1er août 2006).
- 7 septembre : Elia Kazan, réalisateur américain d'origine grecque († 28 septembre 2003).
- 10 septembre : Pierre Valade, peintre français († 17 avril 1971).
- 13 septembre :
  - Herbert Berghof, acteur et metteur en scène américain d'origine autrichienne († 5 novembre 1990).
  - Roberta González, peintre et sculptrice française († 10 juillet 1976).
- 14 septembre : Édouard Ramonet, homme politique français († 4 décembre 1980).
- 15 septembre :
  - Conjeevaram Natarajan Annadurai, homme politique indien († 3 février 1969).
  - Eric Linden, acteur américain († 14 juillet 1994).
- 20 septembre : Paul Georges Klein, peintre et dessinateur français († 23 décembre 1994).
- 22 septembre :
  - Václav Dobiáš, compositeur tchèque († 18 mai 1978).
  - Karl Lederer, résistant autrichien au nazisme  († 10 mai 1944).
  - Charles Muller, linguiste romaniste français († 2 mars 2015).
- 23 septembre : Paul Anderbouhr, peintre français († 10 juillet 2006).
- 25 septembre : Mario Tauzin, peintre, illustrateur et dessinateur français († 31 octobre 1979).
- 26 septembre : Xie Fuzhi, militaire et homme politique chinois († 26 mars 1972).
- 29 septembre :
  - Vasco Bergamaschi, coureur cycliste italien († 24 septembre 1979).
  - Henri Goetz, peintre et graveur français d'origine américaine († 12 août 1989).

## Octobre
- 1er octobre :
  - Bianca Wallin, peintre suédoise († 5 janvier 2006).
  - Sam Yorty, homme politique américain († 5 juin 1998).
- 3 octobre : Robert de La Rivière, peintre aquarelliste et pilote automobile français († 14 octobre 1992).
- 4 octobre :
  - Jorj Morin, peintre et graveur français († 1995).
  - Marcel Stern, compositeur et violoniste français († 2 août 1989).
- 6 octobre : Mario Luigi Ciappi, cardinal italien, dominicain et théologien († 22 avril 1996).
- 10 octobre : Guido Seborga, journaliste, écrivain et peintre italien († 13 février 1990).
- 11 octobre : Charles Rampelberg, coureur cycliste et entrepreneur français († 18 mars 1982).
- 12 octobre : Henri Sausin, coureur cycliste français († 28 novembre 1972).
- 13 octobre : Art Tatum, pianiste de jazz américain († 5 novembre 1956).
- 17 octobre : René Desvignes, gendarme et résistant français († 13 avril 1945).
- 19 octobre : Anita de Caro, peintre et graveuse française  d'origine américaine († 18 février 1998).
- 20 octobre : Yasushi Sugiyama, peintre japonais des ères Shōwa et Heisei († 20 octobre 1993).
- 23 octobre : Zellig Harris, linguiste américain († 22 mai 1992).
- 25 octobre : Whit Bissell, acteur américain († 5 mars 1996).
- 28 octobre : Francis Bacon, peintre britannique († 28 avril 1992).
- 30 octobre : 
  - Homi Jehangir Bhabha, physicien nucléaire indien († 24 janvier 1966).
  - Jean Le Moal, peintre français († 16 mars 2007).

## Novembre
- 5 novembre :
  - Milena Pavlović-Barili, peintre et poétesse serbe puis yougoslave († 6 mars 1945).
  - Pierre Repp, humoriste et acteur français († 1er novembre 1986).
- 9 novembre :
  - Robert Douglas, acteur, réalisateur, producteur de télévision et metteur en scène anglais († 11 janvier 1999).
  - Samand Siabandov, écrivain, homme politique et lieutenant-colonel de l'Armée rouge d'origine kurde († 14 novembre 1989).
- 11 novembre : Antonio Kébreau, général et homme d'État haïtien († 13 janvier 1963).
- 12 novembre : Bukka White, guitariste et chanteur de blues américain († 26 février 1977).
- 14 novembre : Édouard Delaporte, architecte, peintre et sculpteur français († 6 juillet 1983).
- 15 novembre : Timothy Manning, cardinal américain, archevêque de Los Angeles († 23 juin 1989).
- 16 novembre :
  - Henri Ozenne, footballeur français († 10 mai 1991).
  - Maurizio Valenzi, homme politique italien († 23 juin 2009).
- 18 novembre : Johnny Mercer, auteur-compositeur et chanteur américain († 25 juin 1976).
- 20 novembre : Charles Homualk, peintre et illustrateur de cartes postales français († 25 mars 1996).
- 21 novembre : Octacílio Pinheiro Guerra, footballeur brésilien († 26 février 1967).
- 25 novembre : Prince Sisowath Monireth, homme politique cambodgien († septembre 1975).
- 26 novembre :
  - Miguel Devèze, peintre et sculpteur sur bois français († 2 janvier 2000).
  - Eugène Ionesco, écrivain français († 28 mars 1994).
- 30 novembre : Robert Nighthawk, chanteur, guitariste et harmoniciste de blues américain († 5 novembre 1967).

## Décembre
- 3 décembre : Arne Berg, coureur cycliste suédois († 15 février 1997).
- 4 décembre :
  - Marcel Guimbretière, coureur cycliste français († 1er octobre 1970).
  - Bobbie Heine, joueuse de tennis sud-africaine († 31 juillet 2016).
- 8 décembre :
  - Gratien Gélinas, auteur, dramaturge et producteur québécois († 16 mars 1999).
  - Marian Konarski, peintre figuratif polonais († 30 octobre 1998).
  - József Köböl, homme politique hongrois († 8 mai 2000).
- 9 décembre : Trude Sojka, peintre et sculptrice tchécoslovaque puis tchèque et équatorienne († 18 mars 2007).
- 10 décembre :
  - Juan-José Espana, compagnon de la Libération († 8 décembre 2000)
  - Georg Ludwig Jochum, chef d'orchestre allemand († 1er novembre 1970).
- 11 décembre : Irène Zurkinden, peintre suisse († 27 décembre 1987).
- 15 décembre : Jack Gwillim, acteur anglais († 2 juillet 2001).
- 20 décembre : Vagn Holmboe, compositeur danois († 1er septembre 1996).
- 21 décembre : Edgar Stoëbel, pseudonyme de Ichoua René Teboul, peintre français († 7 décembre 2001).
- 23 décembre : Maurice Denham, acteur britannique († 24 juillet 2002).
- 25 décembre : Louis Van Lint, peintre belge († 27 décembre 1986).
- 27 décembre :
  - Jean Clerfeuille, dirigeant sportif français († 27 janvier 2015).
  - Eric Edenwald, résistant français († 5 mai 1944).
- 29 décembre : Thomas Beck, acteur américain († 23 septembre 1995).

## Date précise inconnue
- Luis Arenal Bastar, peintre, graveur et sculpteur mexicain († 7 mai 1985).
- Katty Barry, restauratrice irlandaise († 27 décembre 1982).
- Georges Brossard, dit « Papy » Brossard, fondateur de l'entreprise agroalimentaire Brossard († 2000).
- Solomon Linda, musicien, chanteur et compositeur zoulou sud-africain († 8 octobre 1962).
- Moulay Ahmed Loukili, musicien marocain († 25 novembre 1988).
- Anil de Silva, journaliste et historienne de l'art srilankaise († 1996).
- Yin-t'ang Ts'ai, peintre chinois († 1998).